# 温亚德 (犹他州)
温亚德（英語：Vineyard）是美国犹他州犹他县下属的一座城市。面积大约为6.35平方英里（16.4平方公里），海拔约为4,557英尺（1,389米）。根据2010年美国人口普查，该市有人口139人。2016年估計有3,953人；2017年8月估計有8,000人；2017年9月估計有10,250人；2018年8月估計超過14,000人。